# 비어퐁

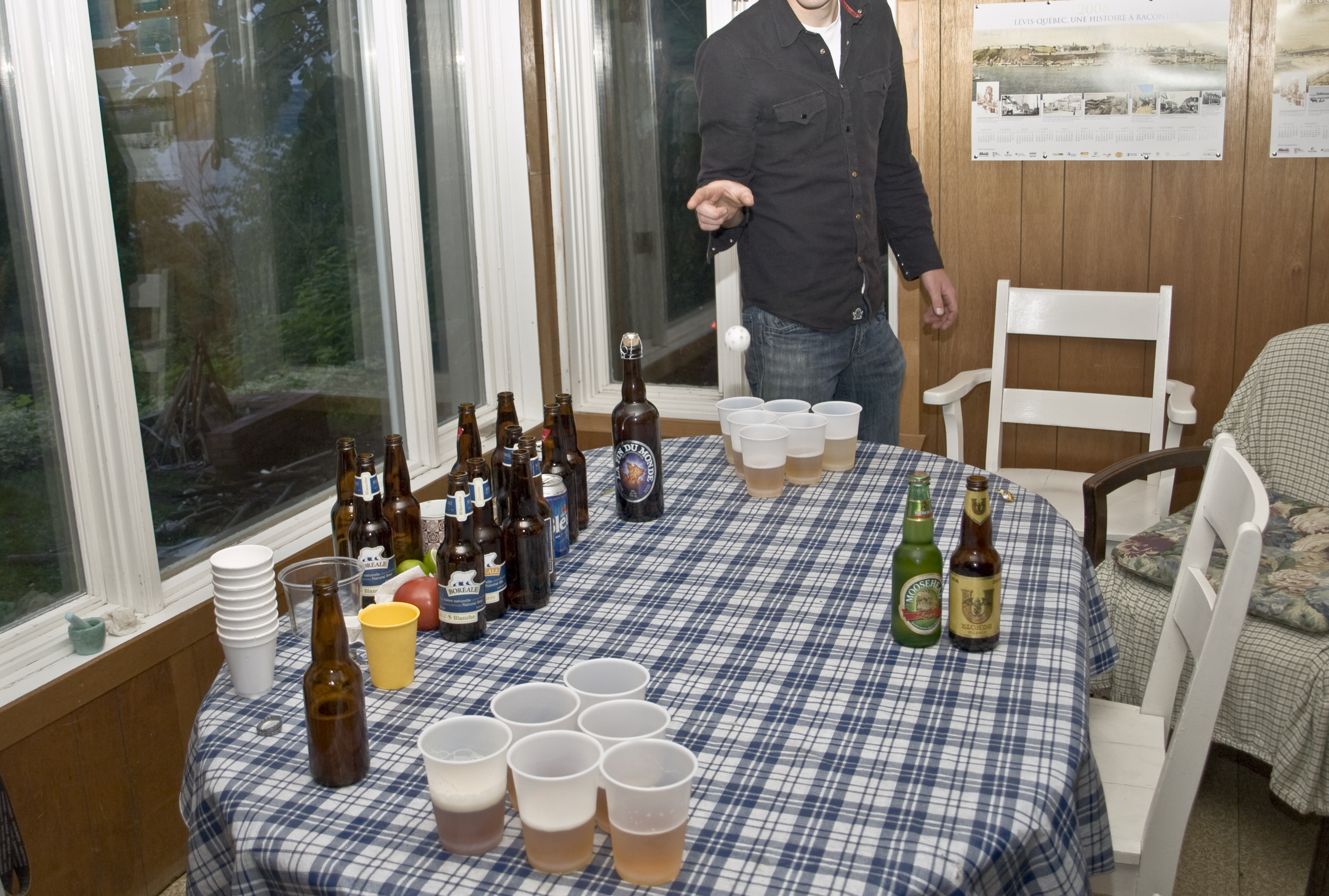
비어퐁

비어퐁(Beer pong)은 테이블의 양쪽에 놓인 맥주 또는 물로 채워진 컵에 탁구공을 테이블의 양쪽에서 던지는 술자리 게임이다. 일반적으로 한팀에 2명에서 4명으로 구성된 두 팀이 경쟁한다. 통일된 공식 규칙이 아닌 로컬 규칙이 무수히 존재한다. 그러나 일반적으로 플라스틱 컵을 6개 또는 10개, 테이블 모서리에 삼각형으로 배치하여 경기한다. 빨리 상대방에 배치된 모든 컵에 탁구공을 넣는 것이 기본 규칙이다. 일반적으로 맥주나 물은 컵의 4분의 1 또는 3분의 1정도로 채워져있다. 공이 컵에 들어간 경우 담긴 측의 팀은 그 컵을 빼고, 컵의 맥주를 모두 마셔야한다. 현재 비어퐁은 미국과 캐나다의 대학 파티, 스포츠 이벤트 등에서 진행된다.